# Zertifikat Deutsch
Zertifikat Deutsch é uma prova internacionalmente reconhecida de proficiência, resultado da cooperação entre o Instituto Goethe, o Österreichem Sprachdiplom (ÖSD), o Schweizerdirektorkonferenz (EDK) e o WBT Weiterbildungs-Testsysteme. Via de regra, precisa-se de 350 até 600 horas de estudo para se ter o domínio da língua alemã necessário.
Zertifikat Deutsch é referente ao nível B1 do Quadro Europeu Comum de Referência para as Línguas. Os níveis deste quadro são: A1, A2, B1, B2, C1 e C2.